# 288 a. C.
El año 288 a. C. fue un año del calendario romano prejuliano. En el Imperio romano se conocía como el Año 466 Ab urbe condita. 

## Acontecimientos

### Europa
- Lisímaco de Tracia se alía con Pirro de Epiro para invadir Macedonia y capturan a Demetrio Poliorcetes.

### Sri Lanka
- Es Sembrado el Sri Maha Bodhi en Anuradhapura, Sri Lanka, el árbol plantado por humanos del cual se sabe la fecha de plantación más antiguo del planeta y que hasta hoy sigue vivo con 2297 años

- Datos: Q47646